# Stuart Lewis
Stuart Wilson Lewis (geboren 1965) ist ein Bankmanager und seit April 2023 Vorstandsmitglied der National Westminster Bank. Zuvor war er bis Mai 2022 Vorstandsmitglied und Chief Risk Officer der Deutschen Bank.

## Ausbildung und beruflicher Werdegang
Lewis studierte an der Universität Dundee, an der London School of Economics und am College of Law in Guildford.
Seine berufliche Karriere begann er bei Credit Suisse und der Continental Illinois National Bank in London.
1996 wechselte er zur Deutsche Bank AG. Dort war er ab 2006 Chief Credit Officer.
2010 wurde er Deputy Chief Risk Officer.
Am 1. Juni 2012 wurde Lewis als Chief Risk Officer in den Vorstand berufen und ist seit dem 7. Juli 2019 für die Bereiche Compliance, Anti-Financial Crime und das Business Selection and Conflicts Office verantwortlich.
Lewis erhielt vom November 2017 bis August 2018 eine Funktionszulage von 150.000 Euro im Monat. Im Herbst 2022 hat er bekannt gegeben, dass er seinen Vorstandsposten bei der Deutschen Bank zur Hauptversammlung am 19. Mai 2022 aufgeben wird.

## Mitgliedschaften
- Board member of the International Financial Risk Institute (IFRI)[6]
- Board member of the Global Association of Risk Professionals (GARP)[6]